# Sinne, Bilohirsk
Sinne (în ucraineană Сінне) este un sat în comuna Muromske din raionul Bilohirsk, Republica Autonomă Crimeea, Ucraina.

## Demografie
Componența lingvistică a localității Sinne
     Rusă (54,28%)
     Tătară crimeeană (37,17%)
     Ucraineană (7,75%)
Conform recensământului din 2001, majoritatea populației localității Sinne era vorbitoare de rusă (54,28%), existând în minoritate și vorbitori de tătară crimeeană (37,17%) și ucraineană (7,75%).